# 七ツ寺共同スタジオ
七ツ寺共同スタジオ（ななつでらきょうどうすたじお）は愛知県名古屋市中区大須にある小劇場。

## 概要
1972年（昭和47年）に開設され、名古屋圏における演劇、新劇、舞踊などの活動の舞台となってきた。1階に87平方メートルのホール（公称90席）、2階に楽屋などがある。名称は、スタジオから道路を隔て、すぐ目の前に七寺がある事から。
近年では、七ツ寺に集まる団体などのレベルアップを目的とした「七ツ寺プロデュース」と呼ばれる共同公演やワークショップも開かれる。

## 所在地

### 住所
- 愛知県名古屋市中区大須2-27-20

### アクセス
- 名古屋市営地下鉄
  - 名城線 - 上前津駅、8番出口から徒歩で約10分。
  - 鶴舞線 - 大須観音駅、2番出口から徒歩で約5分。